# Terruqueo

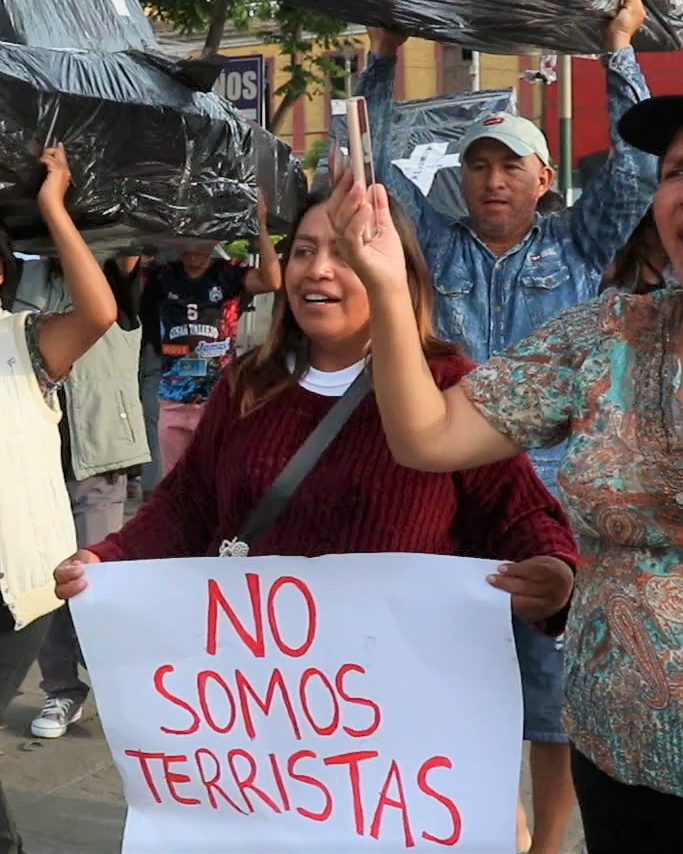
Mulher segurando um cartaz com a mensagem "Não somos terr[or]istas" durante os protestos de dezembro de 2022

Terruqueo é uma prática política e social utilizada por setores conservadores e pela direita peruana em geral, que consiste em atribuir a um adversário, que tenha propostas de esquerda ou seja dissidente do establishment, as conotações de estar relacionado a comportamentos terroristas, ou fazer apologia ao terrorismo, ou mesmo ser membro ou operar dentro desses grupos armados, a fim de desacreditá-los ou invalidar seu discurso. Também é definido como uma estratégia política que usa, por associação, o medo do terrorismo para obter ganhos políticos e que anula qualquer espaço de debate ou pluralidade política dentro de um estado democrático.
O termo se espalhou para outros lugares, como a Espanha, onde a prática é comum, mas não tinha uma denominação clara.

## Origem do termo
A origem da palavra vem de terruco, ou "terrorista" em português, um neologismo peruano que começou a ser usado na década de 1980 por membros das forças policiais e das forças armadas que lutaram contra o Sendero Luminoso e o Movimento Revolucionário Tupac Amaru (MRTA), ambos grupos terroristas de extrema-esquerda, durante o conflito armado interno. Possivelmente o sufixo -uco (derivado do quéchua -uqu) foi acrescentado por um processo de quechuanização da palavra terrorista, prática linguística comum entre os falantes de quíchua, tornando-se assim um coloquialismo.
Semanticamente, no Peru os termos "terruco" e "esquerdista" são associados por sinonímia, de forma pejorativa.

### Variantes
Uma variante que surgiu em 2021 como resultado da campanha eleitoral foi "perruqueo", termo que combina as palavras perro ('cachorro') e terruqueo, em relação à arbitrariedade da prática do terruqueo devido a um caso de discriminação por parte de uma pensão de cães que vetou suas instalações a animais de estimação de "famílias comunistas". Isso ocorreu devido aos vídeos e histórias compartilhadas em 2018 através das redes sociais da Venezuela de Nicolás Maduro, onde é mostrado que, devido à escassez, alguns moradores decidem consumir carne de cachorro e outros animais considerados de estimação e não para consumo humano.

## Uso

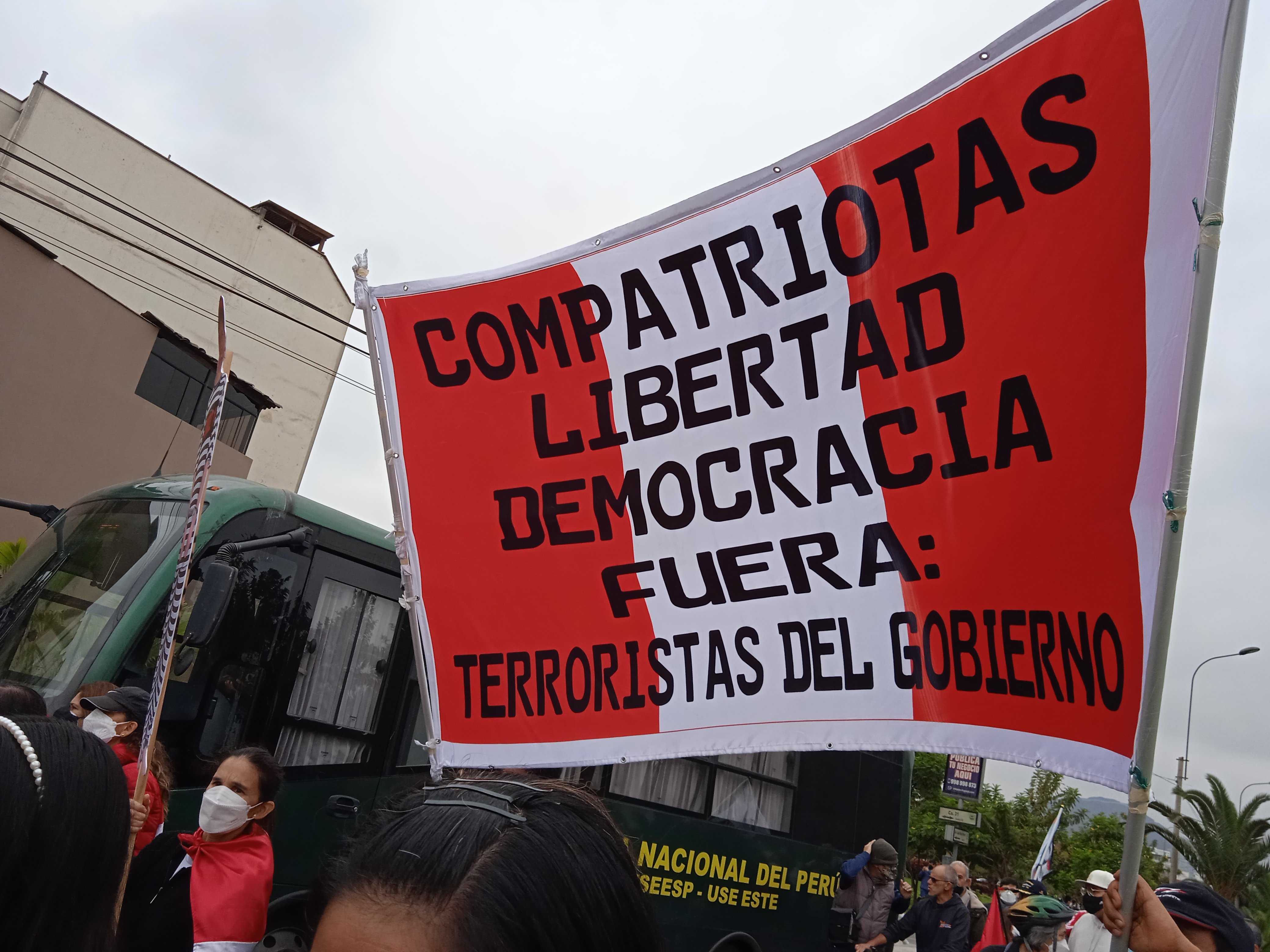
Cartaz durante os protestos contra o governo de Pedro Castillo em 28 de julho de 2022, acusado de abrigar terroristas dentro de instituições governamentais.

O termo também foi associado de forma geral e racista à população andina, em particular aos nascidos no departamento de Ayacucho, região onde o Sendero Luminoso declarou o início da luta armada contra o Estado peruano.
No contexto social peruano, a expressão é utilizada como um ataque deslegitimador a movimentos ou políticos progressistas, ou críticos ao modelo econômico neoliberal implementado durante o governo de Alberto Fujimori. Primeiro foi usado nesse sentido por partidários de Fujimori desde o fim do governo Fujimori em 2000, mas depois foi adotado pelo restante da direita política em geral. 
Entre os grupos que sofreram com o terruqueo estão os estudantes das universidades públicas peruanas, particularmente os alunos da Universidade Nacional de Educação Enrique Guzmán y Valle (conhecida como "La Cantuta"), da Universidade Nacional de São Marcos e da a Universidade Nacional de San Cristóbal de Huamanga. Essa prática também foi usada contra participantes nas lutas sociais de comunidades camponesas pelo meio ambiente (mineração, água) e em várias paralisações e greves.

### Em campanhas políticas
Seu uso como arma política também foi usado para desacreditar a dissidência política dentro das fileiras conservadoras. Em 2018, Kenji Fujimori, filho do presidente Alberto Fujimori, acusou o partido fujimorista Força Popular, liderado por Keiko Fujimori, sua irmã e herdeira política de seu pai, de terruquear quem pensa diferente dentro do movimento.  
Também foi usado contra os participantes dos protestos massivos de novembro de 2020 contra o governo de Manuel Merino, e foi popularizado durante a campanha presidencial das eleições de 2021 contra a candidata Verónika Mendoza, a quem seus oponentes ligaram à direita e seus seguidores o chamavam "Terrónika" ou contra a candidatura do centrista Partido Roxo, apelidado como "Moradef", em alusão ao Movadef, organização do Sendero Luminoso. O candidato ultraconservador Rafael López Aliaga também chamou o presidente Francisco Sagasti de "filo terruco".
O terruqueo foi amplamente utilizado no segundo turno daquelas eleições contra o candidato Pedro Castillo, continuamente acusado de estar ligado ao Movadef. Neste período, também foram apontados vários jornalistas como ligados à organização. A própria Keiko Fujimori apontou para seus oponentes que "aqui os únicos que estão apavorados são vocês mesmos quando as notícias jornalísticas saem claramente onde há mais de 240 membros do Movadef e que são membros do Peru Livre participando ativamente de seu partido".
Em 2022, após o autogolpe fracassado do presidente Pedro Castillo, ocorreram manifestações massivas em várias regiões do país. Setores conservadores e a polícia nacional vincularam os manifestantes mais violentos ao Sendero Luminoso, Movadef e ao MRTA. Por sua vez, políticos de esquerda, como Anahí Durand, denunciaram essas declarações de terruqueo.